# 夏の別れ
「夏の別れ / 逢いたい」（なつのわかれ あいたい）は、1988年10月25日に発売されたオフコース通算36枚目の最終シングル。

## 解説
「夏の別れ」、「逢いたい」両曲ともアルバム『Still a long way to go』からのシングル・カット曲。「夏の別れ」はアルバム収録曲と同内容、「逢いたい」はアルバムとは別ミックスになっている。当初シングルには「昨日見た夢」が予定されていたが、1988年11月のグループの解散決定を受け「夏の別れ」に変更された。
「夏の別れ」は、後に小田和正がシングル「風の街」のカップリングと、アルバム『LOOKING BACK 2』にてセルフ・カヴァーしているが、歌詞が一部省略されているほか、リフレインが追加されている。
「逢いたい」の作詞を吉田拓郎が担当している。この経緯について清水は「以前から彼とは知り合いだったし、彼の書くハードっちゅうか、骨太な詞が好きだったんですよ。それで今回、僕の友人と『詞、誰に書いてもらおうか』って話してて、そのとき偶然バックに彼のビデオが流れていたんです。で、その友人が『彼に頼んでみたら』って言ってね。無理やろなと思いながら頼んだんですが、快く引き受けてくれまして」と答え、また「僕は別段、オフコース・カラーっていうのを意識したつもりはないし、また意識して作れるほど器用でもないですし。でも確かに今までのオフコースっぽくない作品だと思います。でも、この曲をオフコースのメンバーでプレイすることによって、それはオフコースのナンバーになると思うんです。いろんなぶつかり合いも出てくるとは思いますけど、そういう個性のぶつかり合いがあってこそ、バンドがバンドらしくなるんだと思いますよ」とも答えている。その後、清水は松尾とともに吉田のレコーディングやライブに、バックバンド・メンバーとして1990年から92年まで参加、シングル「男達の詩」のプロモーション・ビデオにも出演している。清水は後年、歌詞の一人称が“俺”であることについて、「そうなんですよ。拓郎さんはよくわかってるなぁと思って。俺の書いた曲のオケを聴きながらね、『仁、俺は“私”とか“僕”とかそういうのは使わないぞ。大丈夫か、お前』って言われてね。『あ!そうだよなぁ』と思ったんですけど、『大丈夫ですよー』って言ってしまってね」「“俺”っていうのは出てこないんじゃないですかね、楽曲の中では」と語っている。
ジャケットには同年行われた「OFF COURSE TOUR 1988-'89 “STILL a long way to go”」でのメンバーの写真がレイアウトされているが、サイズの違いから掲載されている写真の数が、アナログ盤とシングルCDとでは異なっている。

## 収録曲

### Side-A
1. 夏の別れ
作詩[注釈 6] · 作曲：小田和正、編曲：オフコース

### Side-B
1. 逢いたい
作詩[注釈 6]：吉田拓郎、作曲：清水仁、編曲：オフコース

## クレジット
- プロデュース：オフコース
- © 1988 FAIRWAY MUSIC INC. & FUJI PACIFIC MUSIC INC.

## リリース日一覧
| 地域 | タイトル            | リリース日     | レーベル                        | 規格               | カタログ番号           | 備考 |
| ---- | ------------------- | -------------- | ------------------------------- | ------------------ | ---------------------- | --- |
| 日本 | 夏の別れ / 逢いたい | 1988年10月25日 | FUN HOUSE                       | 7"シングルレコード | 07FA-5046              | 「夏の別れ」「陽射しの中で」ともアルバム『Still a long way to go』からのリカット、アナログ盤は見開きジャケット仕様。 |
| 日本 | 夏の別れ / 逢いたい | 1988年10月25日 | FUN HOUSE                       | 8cmCDシングル      | 10FD-5046              | 「夏の別れ」「陽射しの中で」ともアルバム『Still a long way to go』からのリカット、アナログ盤は見開きジャケット仕様。 |
| 日本 | 夏の別れ / 逢いたい | 2020年6月3日   | USM JAPAN ⁄ UNIVERSAL MUSIC LLC | CD                 | UPCX-4257 (TDCD 91312) | デビュー・シングル『群衆の中で / 陽はまた昇る』からラスト・シングル『夏の別れ / 逢いたい』までを収録した全36枚組CD BOX『コンプリート・シングル・コレクションCD BOX』(UPCY-9918)の中の1タイトル。発表当時のアナログ7インチ・シングルのアートワークを再現した12cm紙ジャケット仕様CD。 |